# Grande Prêmio do Japão de 1989
Resultados do Grande Prêmio do Japão de Fórmula 1 realizado em Suzuka em 22 de outubro de 1989. Décima quinta etapa do campeonato, foi vencido pelo italiano Alessandro Nannini, da Benetton-Ford, que subiu junto a Riccardo Patrese e Thierry Boutsen, pilotos da Williams-Renault. Devido a um acidente entre Alain Prost e Ayrton Senna durante a quadragésima sétima volta, o francês deixou a corrida enquanto o brasileiro retornou à pista e venceu a prova, mas foi desclassificado antes de subir ao pódio por uma intervenção direta de Jean-Marie Balestre, presidente da FISA, gesto que assegurou o tricampeonato mundial a Alain Prost.

## Resumo

### O esforço possível
Em razão das dores lancinantes sofridas no Grande Prêmio da Espanha, Ayrton Senna foi atendido em seu desejo de não treinar em Imola nos dias seguintes e retornou ao Brasil afim de recuperar-se fisicamente, mas os dias anteriores à prova japonesa propiciaram situações risíveis, a começar pelo recurso infrutífero da Ferrari a fim de anular a prova espanhola numa retaliação à suspensão de Nigel Mansell. Rejeitado de antemão pelo buliçoso Jean-Marie Balestre em 10 de outubro de 1989, essa "peça folclórica" teve menos destaque que a divulgação do calendário de 1990 pela FISA. Se nos tribunais a equipe de Maranello foi motivo de risos, seu desempenho nas pistas merece respeito, pois Ayrton Senna incluiu as máquinas vermelhas como adversários adicionais em seu duelo com a McLaren de Alain Prost na luta pelo campeonato mundial. "Aqui o nosso motor é melhor, mas só isso não adianta. Contra os vermelhos aí do lado, é preciso um carro completo".
O desejo por um "carro completo" não é apenas retórica de Ayrton Senna, na verdade ele expressa uma ânsia de que o campeonato de 1989 não seja decidido por um problema mecânico, conjuntura responsável pela vulnerabilidade do brasileiro na luta pelo título. Dono de onze das catorze pole positions disputadas antes da Fórmula 1 chegar ao Japão, o brasileiro nem sempre converteu o sucesso dos sábados em vitórias no domingoː após uma má largada no Grande Prêmio do Brasil, Senna perdeu o bico do carro ao ser espremido pela Ferrari de Gerhard Berger e a Williams de Riccardo Patrese, terminando a corrida sem pontuar, enquanto Alain Prost foi o segundo colocado. Vitorioso nas três corridas seguintes, Ayrton Senna somava 27 pontos contra 20 de Alain Prost.
Nesse ínterim os queixumes de Alain Prost vieram à tona, a começar pela quebra de um acordo entre ele e Ayrton Senna onde quem fizesse a primeira volta de uma corrida em primeiro lugar deveria vencê-la sem duelar com o companheiro de equipe, salvaguardando assim os interesses do conjunto McLaren-Honda. Na largada em San Marino, Prost saiu à frente de Senna, mas o acidente de Gerhard Berger na Tamburello destruiu a Ferrari do austríaco e forçou uma relargada e nela Senna tomou a liderança de Prost. Contudo, ao firmarem o tratado por iniciativa de Senna, os pilotos da McLaren ignoraram a eventualidade de uma relargada e sob esse ponto de vista cada um clamava ter razão. A partir de então, Alain Prost serviu-se da imprensa a fim de brandir sua insatisfação.
Com o passar dos dias, a "guerra fria" deflagrada por Alain Prost somou-se a uma torrente de maus resultados de Ayrton Senna, cujo carro quebrou nos Estados Unidos, Canadá, França e Grã-Bretanha, sendo que o francês venceu três dessas provas e por isso tomou a liderança do campeonato com 47 pontos, enquanto Senna permaneceu com os 27 de outrora. Ou seja, o campeonato estava na metade e Ayrton Senna disputou oito corridas, pontuando em apenas três. Embora estivesse imune ao descarte de resultados (limitados a onze pontuações válidas por ano), a caminhada do brasileiro rumo ao título dependia de sete vitórias em oito provas a serem realizadas dali em diante. Após duas vitórias e um segundo lugar, em favor de Senna, a folga de Prost caiu para onze pontos (62 a 51), mas o estouro do motor de Senna nas voltas finais do Grande Prêmio da Itália, combinado com mais uma vitória de Prost, restaurou os vinte pontos de vantagem em favor do piloto francês. Mesmo em situação excepcional na tabela, Prost acusou a Honda de favorecer Senna, fornecendo-lhe motores mais potentes, e assumiu uma atitude hostil contra a McLaren. Obrigado a desculpar-se, Prost sofreria os efeitos do descarte de reultados a partir do Grande Prêmio de Portugal, mas beneficiou-se do abandono de Senna quando este foi abalroado por Nigel Mansell.
Quando a etapa portuguesa chegou ao fim, a vantagem de Alain Prost chegou a vinte e quatro pontos, contudo, a vitória de Ayrton Senna no Grande Prêmio da Espanha atualizou a contagem em 76 para Alain Prost e 60 para o seu rival brasileiro, mas a julgar pelos vitupérios dirigidos à McLaren (comparada a um "taxi") e à Honda, a situação não parecia tão favorável ao amotinado corredor europeu, terceiro colocado na prova em Jerez. Ao comentar sobre a situação de seu amigo, o presidente da FISA, Jean-Marie Balestre foi sinceroː "Prost cometeu um erro. Anunciou cedo demais que ia correr pela Ferrari no ano que vem. É natural que os técnicos da McLaren e da Honda favoreçam o piloto que continuará na equipe". Habituado a uma polêmica, o cartola-mor do automobilismo revelou algo inesperadoː a intenção de reunir-se com técnicos da Honda antes da prova nipônica a fim de "exigir deles garantias de que os motores dos carros de Ayrton Senna e Alain Prost sejam idênticos e tenham as mesmas características técnicas". Disposto a alimentar os rumores vulgarizados por Prost de favorecimento ao seu "rival de equipe", o dirigente anunciou a possibilidade de usar técnicos da FISA na alegada inspeção.

### Números rumo ao título
Pérfidas, as declarações de Balestre depõem contra a lisura do campeonato sob sua responsabilidade ao desprezar os valores da boa-fé e da ética profissional, tal como ressaltou a McLaren-Honda no episódio envolvendo Alain Prost após o Grande Prêmio da Itália, onde o piloto expressou seu desprazer ao atirar para a torcida o troféu recebido pela vitória, o qual, por contrato, pertencia à equipe McLaren. Esquece o presidente da FISA que Prost é favorito ao título há meses contra um adversário que não pontuou em metade das catorze provas realizadas até aqui, daí a chance de o piloto francês chegar ao título até sem pontuar, desde que Ayrton Senna não vença a prova. O brasileiro, ao contrário, terá que vencer no Japão e na Austrália e somar 78 pontos para chegar ao título. Contudo, se as vitórias ocorrerem com Alain Prost em segundo, este somaria um total de 88 pontos, mas teria que descartar o segundo lugar obtido no Brasil e o terceiro lugar conquistado na Espanha. Nesse caso os pilotos da McLaren empatariam em 78 pontos e Ayrton Senna conquistaria o título por ter o maior número de vitórias no campeonato de 1989.
Em tese este desfecho é possível, mas a realidade da pontuação antes das máquinas irem à pista corrobora o amplo favoritismo de Alain Prost, tornando obtusas as insinuações do piloto francês sobre uma conspiração para derrubá-lo e descabido o fato de Jean-Marie Balestre endossar tal raciocínio. O caminho de Senna rumo ao título pode, inclusive, ser interrompido por uma quebra ou um acidente, pois das provas onde não pontuou, em cinco foi vítima de uma falha mecânica, em outra foi atingido por um adversário e somente no Brasil expôs-se abertamente ao risco, mesmo recorrendo a eufemismos para falar sobre o assunto.
Momentos de descontração até foram possíveis para Ayrton Senna, contudo a veia de competidor manteve-se intacta. Na sexta-feira anterior à corrida ele quebrou o recorde do Circuito de Suzuka, trazendo atrás de si a Ferrari de Nigel Mansell, reintegrado ao "circo" após a suspensão cumprida em virtude do acidente com Ayrton Senna em Portugal, enquanto Alain Prost foi o terceiro e Gerhard Berger o quarto. Deste grupo, a declaração mais enérgica foi de Prostː "Os McLarens realmente são os favoritos e vou partir para a vitória". No dia seguinte o piloto Ayrton Senna confirmou a 50ª (quinquagésima) pole position na história da Honda com um segundo e sete de vantagem sobre Alain Prost, com Gerhard Berger e Nigel Mansell garantindo a segunda fila para a Ferrari. No outro extemo do grid tivemos a estreia de Paolo Barilla na Fórmula 1 como substituto de Pierluigi Martini na Minardi e a proeza de Bernd Schneider na última classificação da Zakspeed para um Grande Prêmio.

### Decisão por acidente
Graças a um bom arranque no momento da largada, Alain Prost tomou a liderança com Ayrton Senna em segundo e Gerhard Berger em terceiro, enquanto Alessandro Nanini e Riccardo Patrese empurraram Nigel Mansell para o sexto lugar. Com um rendimento melhor, a McLaren do francês manteve o primeiro lugar graças a uma situação assim descrita por Osamu Goto, engenheiro-chefe da Hondaː "Senna estava com mais asa, com maior pressão aerodinâmica. Isso explica sua aproximação nas curvas. Prost, com menos asa, era mais veloz e por isso abria nas retas". Aos olhos de Senna, entretanto, a questão de asa era de somenos importância, afinal a vantagem de Prost consistia em mais velocidade nas saídas de curva e melhor retomada de aceleração. Tais circunstâncias permitiram a Alain Prost manter a liderança até o momento de seu pit stop na vigésima volta, motivo pelo qual Senna alcançou o primeiro lugar de maneira fugaz até o retorno de Prost a essa posição no vigésimo quarto giro.
A dinâmica da corrida mudou a partir deste instante, pois se antes o "professor" Alain Prost abdicou de seu estilo cerebral e cauteloso imprimindo um ritmo forte para obrigar Ayrton Senna a fazer o mesmo induzindo-o ao erro; depois do pit stop o brasileiro voltou à pista decidido a ultrapassar seu adversário num momento em que os bólidos da Ferrari serviam como coadjuvantes de luxoː Gerhard Berger parou por uma falha no câmbio na volta trinta e quatro e entregou o terceiro lugar para a Benetton de Alessandro Nannini deixando o britânico Nigel Mansell em quarto lugar até a quebra do motor do "leão" na volta quarenta e três. Dois giros antes a torcida japonesa lamentara semelhante destino da Lotus de Satoru Nakajima. Em meio a essas ocorrências, o duelo entre Senna e Prost seguia intenso, com o brasileiro diminuindo a diferença a cada volta. Quando estava a meio segundo do rival, Senna decidiu pela ultrapassagem e escolheu a entrada da chicane situada antes da reta dos boxes como local para a manobra, todavia, ao colocar o bico do seu carro ao lado direito da máquina de seu rival, expôs-se ao contra-ataque de Prost ao final da volta quarenta e sete, pois o francês girou o volante e bateu em Senna, certo de ter encerrado ali a corrida de ambos.
Seguindo o roteiro ensaiado para si mesmo, Alain Prost viu sua McLaren inerte ao lado daquela pilotada por Ayrton Senna, levantou-se, tirou as luvas e foi embora, enquanto Ayrton Senna permaneceu em seu carro e gesticulava com veemência para que os fiscais de pista o ajudassem, decisão crucial para o desfecho do campeonatoː empurrado para trás e depois para frente de onde estava, Senna retornou à pista pela área de escape (e não pelo traçado da própria chicane) com o bico do carro danificado, dirigindo-se aos boxes para reparos. Neste momento, Alessandro Nanini assumiu a liderança e, sem ninguém a ameaçá-lo, passou a girar entre dois e três segundos abaixo do que poderia e sem saber que Senna saiu do pit lane fazendo voltas cinco segundos mais rápidas que as dele. "Quando vi Senna nos meus espelhos, fiquei chocado. Se eu soubesse que ele estava lá, eu poderia ter conseguido mantê-lo atrás de mim". Outro personagem atônito com a recuperação furiosa de Ayrton Senna era Alain Prost, o qual interpelou Jean-Marie Balestre nos boxes com asperezaː "Ele certamente vai ser desclassificado, não é?". Sobreveio o silêncio.
De volta à ação, o público acompanhou a ultrapassagem de Ayrton Senna sobre Alessandro Nanini na volta cinquenta e um, executada, por ironia, no mesmo local onde tentara a ultrapassagem sobre Alain Prost. A esse respeito o italiano da Benetton declarouː "Não vi o que aconteceu entre Prost e Senna e não entendi nada quando quando o boxe me mostrou a palca com vantagem sobre Senna. Na volta seguinte, ele já estava no meu retrovisor e me passou com facilidade. Devo ter perdido uns 25 segundos quando comecei a cuidar dos pneus". Obrigado a frear bruscamente para não bater em Senna no instante da ultrapassagem, Nanini completouː "Senna agiu corretamente, mas não criei obstáculos para não prejudicar um homem que disputa o título mundial". Resoluto, o brasileiro cruzou a linha de chegada em primeiro lugar à frente de um grupo formado também por Alessandro Nanini, Riccardo Patrese, Thierry Boutsen, Nelson Piquet e Martin Brundle, mas no momento do pódio uma surpresaː Nanini estava presente ladeado por Patrese e Boutsen. Mas e quanto a Ayrton Senna? Foi desclassificado sob a frieza do artigo 56 do regulamento da Fórmula 1ː "A regra diz que no caso de um veículo ficar parado no meio da pista os comissários podem removê-lo para um lugar seguro e se o piloto conseguir fazer o motor voltar a funcionar e não cometer nenhuma irregularidade  ele pode voltar a corrida sem ser eliminado".
O acidente entre Ayrton Senna e Alain Prost está descrito nesse dispositivo, mas segundo o protesto apresentado pela Benetton, o brasileiro cometeu uma irregularidade ao voltar à pista através da área de escape ao invés de dar ré e entrar na chicane a fim de retomar seu caminho rumo à vitória. Ao confrontarem Senna com essa evidência, "ele alegou que seguiu o caminho mais seguro pela zona de escape" evitando expor a si ou aos demais pilotos ao risco de um acidente. Os comissários examinaram a questão e chegaram a um veredictoː desclassificaram o brasileiro e declararam Alessandro Nanini o vencedor do Grande Prêmio do Japão de 1989, sentença que resultou no título de Alain Prost. As declarações deste após o entrevero em Suzuka exprimiram o caráter intencional de seu gesto ao jogar o carro sobre o rivalː "Eu jamais aceitaria ser ultrapassado por Senna. Não abriria as portas para Senna e não aceitaria ser ultrapassado, em nenhuma circunstância, após a largada". Quanto ao ambiente vivido na McLaren, o "professor" não se fez de rogadoː "O título é minha vingança".
Sem nenhuma responsabilidade pelos acontecimentos do dia, Alessandro Nannini fez a alegria da Benetton e comemorou sua única vitória na Fórmula 1 num pódio onde estavam Riccardo Patrese e Thierry Boutsen, pilotos da Williams. "Eu preferia vencer cruzando a linha de chegada em primeiro, mas vitória é vitória", declarou Nanini sem abdicar da simpatia usual. Em quarto, quinto e sexto lugares classificaram-se Nelson Piquet com a Lotus, Martin Brundle pela Brabham e Derek Warwick ao volante da Arrows. Numa data marcada pelo ápice da Rivalidade Senna–Prost, a Fórmula 1 vivenciou a primeira dobradinha entre pilotos italianos desde o Grande Prêmio da África do Sul de 1983, a décima quinta na história e a última até os dias atuais.

### Repercussão do caso
"Para o esporte, é uma pena, uma vergonha. Não quero falar nada em relação à defesa, que será elaborada cuidadosamente, com base no regulamento, com base na realidade, e não em arbitrariedades", disse Ayrton Senna ao comentar a desclassificação imposta sobre ele. Convicto de que não foi responsável pelo acidente no qual foi envolvido, o piloto sustentava o argumento segundo o qual suas atitudes posteriores à batida também foram corretas. Sob esse prisma a McLaren interpôs um recurso ao Tribunal de Apelação da FIA e cujo resultado foi divulgado em 31 de outubro. Nele, além de confirmar a decisão dos comissários que desclassificaram Senna no Grande Prêmio do Japão e o tricampeonato de Alain Prost, a corte multou o brasileiro em US$ 100 mil e aplicou-lhe uma suspensão de seis meses a contar daquele julgamento, embora tal pena tenha sido imposta sob sursis. Exibindo sua truculência habitual, Jean-Marie Balestre reagiu furioso sobre a intenção de Ron Dennis, o chefão da McLaren a quem acusou de chantagem, em levar o "Caso Senna" à justiça comum, ameaçando excluir a McLaren do campeonato mundial e cassar a licença de seus pilotos. Colérico, ele disparou vários petardos em direção a Ayrton Senna durante uma entrevista no Automóvel Clube da Françaː "Sou contra Ayrton Senna por ele ter estragado nosso sonho no Grande Prêmio do Japão. Ele estragou o Campeonato Mundial de Fórmula 1. Não tinha o direito de fazer isso".
Servir-se de um recurso para reexaminar uma decisão judicial ou sentença equivalente é um marco civilizatório onde os fatos, regulamentos, circunstâncias e interpretações desfilam diante dos juízes cuja percepção sopesa o teor dos autos antes de emitida uma nova sentença, mas a atitude truculenta e parcial de Jean-Marie Balestre converteu o Tribunal de Apelação da FIA numa corte de exceção, afinal o pior que deveria acontecer para Ayrton Senna seria (como de fato foi) a negação do seu recurso. A sanha do presidente da FISA em puni-lo excedeu a qualquer noção de justiça e levantou questionamentos sobre a sua isenção dada a relação de amizade do cartola-mor com Prost. De tão irascível, Jean-Marie Balestre deu azo para que a imprensa vasculhasse seu controverso passado nos idos da Segunda Guerra Mundialː nele seus admiradores o exaltam como herói da Resistência Francesa na luta contra as Potências do Eixo, enquanto os adversários o citam o contrário em razão da Ocupação da França pela Alemanha.
A rigor, nada no intervalo de nove dias entre a vitória cassada de Ayrton Senna no Grande Prêmio do Japão e o julgamento do recurso em Paris, justifica o veredicto draconiano extra petita da FIA, pois a tentativa de ultrapassagem empreendida por Senna aconteceu no único local possível dadas as contingências da prova, não foi ele o causador do controvertido acidente com Alain Prost e o direito ao recurso não poderia ser negado ao brasileiro. O máximo dissabor, a máxima "punição" a ser experimentada por ele nesse caso seria a rejeição de seu recurso e com isso aceitar a desclassificação da prova japonesa e assistir ao tricampeonato de seu maior rival. Aliás, mesmo que o tom na imprensa brasileira tenha sido de apoio a Ayrton Senna em razão de precedentes onde outros pilotos voltaram à pista por locais diferentes de onde saíram, houve quem visse a sua desclassificação como justa aos olhos do regulamento, embora contrária à natureza do automobilismo. Inesperada (e injusta) foi a punição imposta por Jean-Marie Balestre a Ayrton Senna fora do escopo do recurso.
Somente em 1996, despojado dos cargos que um dia ocupou (presidente da Federação Internacional do Automóvel, da Federação Internacional de Automobilismo Esportivo e da Federação Francesa de Automobilismo), Jean-Marie Balestre admitiu que beneficiou o seu compatriota na decisão do campeonato mundial de 1989. Em entrevista ao L'Équipe, o ex-cartola referiu-se a Alain Prost e ao mesmo tempo citou, como de praxe, Ayrton Senna como "justificativa" para o ocorrido em Suzukaː "Eu lhe dei uma mãozinha para a conquista do título em Suzuka, mas Senna também cometeu uma falta naquele dia". Sete anos após a mais polêmica decisão de título da história, Ayrton Senna já não estava vivo para reafirmar sua opinião sobre o episódio e Alain Prost não fez qualquer comentário a respeito das declarações de Balestre.

## Classificação da prova

### Pré-classificação
| Pos. | Nº | Piloto             | Construtor       | Tempo    | Dif.    |
| ---- | -- | ------------------ | ---------------- | -------- | ------- |
| 1    | 17 | Nicola Larini      | Osella-Ford      | 1:43.035 | —       |
| 2    | 30 | Philippe Alliot    | Lola-Lamborghini | 1:43.089 | + 0.054 |
| 3    | 34 | Bernd Schneider    | Zakspeed-Yamaha  | 1:44.053 | + 1.018 |
| 4    | 29 | Michele Alboreto   | Lola-Lamborghini | 1:44.075 | + 1.040 |
| 5    | 18 | Piercarlo Ghinzani | Osella-Ford      | 1:44.313 | + 1.278 |
| 6    | 31 | Roberto Moreno     | Coloni-Ford      | 1:44.498 | + 1.463 |
| 7    | 36 | Stefan Johansson   | Onyx-Ford        | 1:44.582 | + 1.547 |
| 8    | 35 | Aguri Suzuki       | Zakspeed-Yamaha  | 1:44.780 | + 1.745 |
| 9    | 33 | Oscar Larrauri     | Eurobrun-Judd    | 1:45.446 | + 2.411 |
| 10   | 37 | J. J. Lehto        | Onyx-Ford        | 1:45.787 | + 2.752 |
| 11   | 40 | Gabriele Tarquini  | AGS-Ford         | 1:46.705 | + 3.670 |
| 12   | 41 | Yannick Dalmas     | AGS-Ford         | 1:48.306 | + 5.271 |
| 13   | 32 | Enrico Bertaggia   | Coloni-Ford      | s/ tempo | —       |

### Treinos oficiais
| Pos.    | Nº | Piloto                | Construtor       | Q1       | Q2       | Dif.    |
| ------- | -- | --------------------- | ---------------- | -------- | -------- | ------- |
| 1       | 1  | Ayrton Senna          | McLaren-Honda    | 1:39.493 | 1:38.041 | —       |
| 2       | 2  | Alain Prost           | McLaren-Honda    | 1:40.875 | 1:39.771 | + 1.730 |
| 3       | 28 | Gerhard Berger        | Ferrari          | 1:41.253 | 1:40.187 | + 2.146 |
| 4       | 27 | Nigel Mansell         | Ferrari          | 1:40.608 | 1:40.406 | + 2.365 |
| 5       | 6  | Riccardo Patrese      | Williams-Renault | 1:42.397 | 1:40.936 | + 2.895 |
| 6       | 19 | Alessandro Nannini    | Benetton-Ford    | 1:41.601 | 1:41.103 | + 3.062 |
| 7       | 5  | Thierry Boutsen       | Williams-Renault | 1:42.943 | 1:41.324 | + 3.283 |
| 8       | 30 | Philippe Alliot       | Lola-Lamborghini | 1:42.534 | 1:41.336 | + 3.295 |
| 9       | 8  | Stefano Modena        | Brabham-Judd     | 1:42.909 | 1:41.458 | + 3.417 |
| 10      | 17 | Nicola Larini         | Osella-Ford      | 1:42.483 | 1:41.519 | + 3.478 |
| 11      | 11 | Nelson Piquet         | Lotus-Judd       | 1:43.386 | 1:41.802 | + 3.761 |
| 12      | 12 | Satoru Nakajima       | Lotus-Judd       | 1:43.370 | 1:41.988 | + 3.947 |
| 13      | 7  | Martin Brundle        | Brabham-Judd     | 1:44.236 | 1:42.182 | + 4.141 |
| 14      | 24 | Luis Pérez-Sala       | Minardi-Ford     | 1:43.107 | 1:42.283 | + 4.242 |
| 15      | 21 | Alex Caffi            | Dallara-Ford     | 1:43.171 | 1:42.488 | + 4.447 |
| 16      | 22 | Andrea de Cesaris     | Dallara-Ford     | 1:43.904 | 1:42.581 | + 4.540 |
| 17      | 16 | Ivan Capelli          | March-Judd       | 1:43.851 | 1:42.672 | + 4.631 |
| 18      | 4  | Jean Alesi            | Tyrrell-Ford     | 1:43.306 | 1:42.709 | + 4.668 |
| 19      | 23 | Paolo Barilla         | Minardi-Ford     | 1:46.096 | 1:42.780 | + 4.739 |
| 20      | 15 | Maurício Gugelmin     | March-Judd       | 1:44.805 | 1:42.880 | + 4.839 |
| 21      | 34 | Bernd Schneider       | Zakspeed-Yamaha  | 1:44.323 | 1:42.892 | + 4.851 |
| 22      | 20 | Emanuele Pirro        | Benetton-Ford    | 1:43.217 | 1:43.063 | + 5.022 |
| 23      | 26 | Olivier Grouillard    | Ligier-Ford      | 1:45.801 | 1:43.379 | + 5.338 |
| 24      | 10 | Eddie Cheever         | Arrows-Ford      | 1:44.501 | 1:43.511 | + 5.470 |
| 25      | 9  | Derek Warwick         | Arrows-Ford      | 1:44.288 | 1:43.599 | + 5.558 |
| 26      | 3  | Jonathan Palmer       | Tyrrell-Ford     | 1:43.955 | 1:43.757 | + 5.716 |
| 27      | 25 | René Arnoux           | Ligier-Ford      | 1:44.221 | 1:44.030 | + 5.989 |
| 28      | 29 | Michele Alboreto      | Lola-Lamborghini | 1:44.063 | 1:44.101 | + 6.022 |
| 29      | 38 | Pierre-Henri Raphanel | Rial-Ford        | 2:11.328 | 1:47.160 | + 9.119 |
| 30      | 39 | Bertrand Gachot       | Rial-Ford        | 1:50.883 | 1:47.295 | + 9.254 |
| Fontes: |    |                       |                  |          |          |         |

### Corrida
| Pos.    | Nº | Piloto                | Construtor       | Voltas | Tempo/Diferença | Grid | Pontos     |
| ------- | -- | --------------------- | ---------------- | ------ | --------------- | ---- | ---------- |
| DSQ     | 1  | Ayrton Senna          | McLaren-Honda    | 53     | Desclassificado | 1    | [ nota 2 ] |
| 1       | 19 | Alessandro Nannini    | Benetton-Ford    | 53     | 1:35:06.277     | 6    | 9          |
| 2       | 6  | Riccardo Patrese      | Williams-Renault | 53     | + 11.904        | 5    | 6          |
| 3       | 5  | Thierry Boutsen       | Williams-Renault | 53     | + 13.446        | 7    | 4          |
| 4       | 11 | Nelson Piquet         | Lotus-Judd       | 53     | + 1:44.225      | 11   | 3          |
| 5       | 7  | Martin Brundle        | Brabham-Judd     | 52     | + 1 volta       | 13   | 2          |
| 6       | 9  | Derek Warwick         | Arrows-Ford      | 52     | + 1 volta       | 25   | 1          |
| 7       | 15 | Mauricio Gugelmin     | March-Judd       | 52     | + 1 volta       | 20   |            |
| 8       | 10 | Eddie Cheever         | Arrows-Ford      | 52     | + 1 volta       | 24   |            |
| 9       | 21 | Alex Caffi            | Dallara-Ford     | 52     | + 1 volta       | 15   |            |
| 10      | 22 | Andrea de Cesaris     | Dallara-Ford     | 51     | + 2 voltas      | 16   |            |
| Ret     | 2  | Alain Prost           | McLaren-Honda    | 46     | Colisão         | 2    |            |
| Ret     | 8  | Stefano Modena        | Brabham-Judd     | 46     | Motor           | 9    |            |
| Ret     | 27 | Nigel Mansell         | Ferrari          | 43     | Motor           | 4    |            |
| Ret     | 12 | Satoru Nakajima       | Lotus-Judd       | 41     | Motor           | 12   |            |
| Ret     | 4  | Jean Alesi            | Tyrrell-Ford     | 37     | Câmbio          | 18   |            |
| Ret     | 30 | Philippe Alliot       | Lola-Lamborghini | 36     | Motor           | 8    |            |
| Ret     | 28 | Gerhard Berger        | Ferrari          | 34     | Câmbio          | 3    |            |
| Ret     | 20 | Emanuele Pirro        | Benetton-Ford    | 33     | Colisão         | 22   |            |
| Ret     | 26 | Olivier Grouillard    | Ligier-Ford      | 31     | Motor           | 23   |            |
| Ret     | 16 | Ivan Capelli          | March-Judd       | 27     | Suspensão       | 17   |            |
| Ret     | 17 | Nicola Larini         | Osella-Ford      | 21     | Freios          | 10   |            |
| Ret     | 3  | Jonathan Palmer       | Tyrrell-Ford     | 20     | Pane seca       | 26   |            |
| Ret     | 34 | Bernd Schneider       | Zakspeed-Yamaha  | 1      | Câmbio          | 21   |            |
| Ret     | 24 | Luis Pérez-Sala       | Minardi-Ford     | 0      | Colisão         | 14   |            |
| Ret     | 23 | Paolo Barilla         | Minardi-Ford     | 0      | Embreagem       | 19   |            |
| DNQ     | 25 | René Arnoux           | Ligier-Ford      |        |                 |      |            |
| DNQ     | 29 | Michele Alboreto      | Lola-Lamborghini |        |                 |      |            |
| DNQ     | 39 | Pierre-Henri Raphanel | Rial-Ford        |        |                 |      |            |
| DNQ     | 39 | Bertrand Gachot       | Rial-Ford        |        |                 |      |            |
| DNPQ    | 18 | Piercarlo Ghinzani    | Osella-Ford      |        |                 |      |            |
| DNPQ    | 31 | Roberto Moreno        | Coloni-Ford      |        |                 |      |            |
| DNPQ    | 36 | Stefan Johansson      | Onyx-Ford        |        |                 |      |            |
| DNPQ    | 35 | Aguri Suzuki          | Zakspeed-Yamaha  |        |                 |      |            |
| DNPQ    | 33 | Oscar Larrauri        | Eurobrun-Judd    |        |                 |      |            |
| DNPQ    | 37 | J. J. Lehto           | Onyx-Ford        |        |                 |      |            |
| DNPQ    | 40 | Gabriele Tarquini     | AGS-Ford         |        |                 |      |            |
| DNPQ    | 41 | Yannick Dalmas        | AGS-Ford         |        |                 |      |            |
| DNPQ    | 31 | Enrico Bertaggia      | Coloni-Ford      |        |                 |      |            |
| Fontes: |    |                       |                  |        |                 |      |            |

## Tabela do campeonato após a corrida
| Pos.    | Piloto           | Pontos |
| ------- | ---------------- | ------ |
| 1       | Alain Prost      | 76     |
| 2       | Ayrton Senna     | 60     |
| 3       | Nigel Mansell    | 38     |
| 4       | Riccardo Patrese | 36     |
| 5       | Thierry Boutsen  | 28     |
| Fontes: |                  |        |

| Pos.    | Construtor       | Pontos |
| ------- | ---------------- | ------ |
| 1       | McLaren-Honda    | 141    |
| 2       | Williams-Renault | 64     |
| 3       | Ferrari          | 59     |
| 4       | Benetton-Ford    | 31     |
| 5       | Tyrrell-Ford     | 16     |
| Fontes: |                  |        |

- Nota: Somente as primeiras cinco posições estão listadas e os campeões da temporada surgem grafados em negrito. Entre 1981 e 1990 cada piloto podia computar onze resultados válidos por temporada não havendo descartes no mundial de construtores.